# Andrena amoena
Andrena amoena är en biart som beskrevs av Morawitz 1876. Andrena amoena ingår i släktet sandbin, och familjen grävbin. Inga underarter finns listade i Catalogue of Life.